# Filipijnse dwergvalk
De Filipijnse dwergvalk (Microhierax erythrogenys) is een kleine valk die alleen voorkomt in de Filipijnen. In het Filipijns heet de soort Kikiro of Sigong.

## Kenmerken
De Filipijnse dwergvalk is een kleine valkensoort van zo'n 16 cm lang met een spanwijdte van 25 cm. De nek, wangen, borst en buik van een volwassen exemplaar zijn wit. Voor de rest is de vogel glimmend blauwzwart.

## Voedsel
De Filipijnse dwergvalk eet voornamelijk insecten, zoals libellen en wespen, maar jaagt ook wel op kleine vogels.

## Voortplanting
Hun nesten bouwen ze meestal in dode bomen op zo'n 6 tot 8 meter boven de grond. De Filipijnse dwergvalk heeft maximaal 4 jongen. Ze broeden van oktober tot juni.

## Verspreiding en leefgebied
De Filipijnse dwergvlak komt voor in open bossen of aan de bosrand, zowel solitair als in duo's of in groepen, van laaglandbossen tot het middenhoog gebergte. Ze leven voornamelijk in de boomtoppen. Er worden twee ondersoorten onderscheiden:
- M. e. erythrogenys: noordelijke Filipijnen (Bohol, Catanduanes, Luzon, Mindoro en Negros).
- M. e. meridionalis: zuidelijke Filipijnen (Calicoan, Cebu, Leyte, Mindanao en Samar).

## Status
De grootte van de populatie wordt geschat op 1000-10.000 vogels. Op de Rode lijst van de IUCN heeft deze soort de status niet bedreigd.